# Gruppo Editoriale Lamprakis
Il Gruppo Editoriale Lamprakis è una società editrice greca, con sede ad Atene, che pubblica 2 quotidiani e numerose riviste.
Tra i suoi periodici sono da menzionare Ta Nea, che è uno dei maggiori quotidiani del paese, e To Vima (letteralmente: la tribuna) che è un'edizione domenicale.
Il gruppo fu fondato da Dimitrios Lamprakis cui successe il figlio Christos Lambrakis, ritiratosi nel 2004. Da quell'anno il nuovo consigliere amministrativo del gruppo è Iannis Psicharis.